# Diana (Texas)
Pour les articles homonymes, voir Diana.
Diana est une communauté non incorporée du comté d'Upshur, dans l’État du Texas, aux États-Unis.